# 進研ゼミ中学講座
進研ゼミ中学講座（しんけんゼミちゅうがくこうざ）は、ベネッセコーポレーションが行う進研ゼミの中学生向けの通信教育である。

## 概要
1972年に、「通信教育セミナ・ジュニア」として開講。中一講座、中二講座、中三受験講座の3講座を開講しており、各学年に対応している。
1人1人にあった学力レベル別・都道府県別対策を特長としている。主な教材は以下の通りなお、一部の教材ではコース制を導入しているものがある。

### Challenge（オリジナル スタイル）
授業対策のためのメインテキストとして、5教科（英語・数学・理科・社会・国語）の「Challenge」が配布される。国・数・英は教科書ごと、理・社は授業の進度ごとにカリキュラムが分かれており、理・社では必要なときに不足する教材をリクエストすることもできる。2006年までは英・数・国が1冊の本になっており、2007年度から2011年度までは1教科ごとに一冊ずつとなったが、2012年度以降は英・数・国の3教科が1冊になった。

### ハイブリッド スタイル
紙のテキスト（”Challnege”を除く）と同時に、iPadまたは専用のAndroidを搭載したタブレット端末「チャレンジパッド2｣｢チャレンジパット3｣｢チャレンジパットNeo ｣を用いて学習する。iPadは学習以外でも幅広く使用できるが、「チャレンジパッド2」では初期設定を済ませると学習用途以外の使用ができなくなる。なお、以前にも紙のテキストの副教材として「Challenge Tablet」（後述）を配布していた。

### 定期テスト対策教材
定期テスト対策としては、「定期テスト予想問題集」（英語のリスニング問題つき）・「定期テスト暗記BOOK」・「実技教科予想問題集」・「実技教科暗記BOOK」が一般的な定期テストの実施時期にあたる4月頃・9月頃に届けられている（実技教科BOOKに関しては1年間の保存版として5・6月頃に届けられる）。問題集は、全国の進研ゼミ会員から学校で使用された定期テストを収集し、それらを参考に問題づくりがされている。

### 提出課題
提出課題は数多く存在し、各講座で毎月提出課題が出される。提出課題には、提出すると必ず努力賞ポイントがつき、決められた期間までに提出すると、通常よりも多くのポイントが加算されることもある。ほかにも、ゼミに友人を紹介したり、テストの問題を送ったりなどした場合にも努力賞ポイントが加算される場合がある。努力賞ポイントは努力賞プレゼントと交換が可能で、市場価格が高価なものほど必要なポイント数が増える。2015年度以前の小学講座の「チャレンジ」１～３年生の「赤ペン先生の問題」や「実力診断テスト」を提出するともらえる金色のがんばりシールも、1枚=1ポイントとして使用することができる。

### その他
情報雑誌として「MyStyle」、入試情報冊子、保護者向け情報誌として「親ゼミ」、その他ニガテ対策教材がある。
最近ではウェブでのサービスが活発になっている。会員専用サイトがあったり、提出課題をウェブを通して提出・返却できる(その際A4普通紙が読込、印刷できるスキャナー、プリンターが必要)サービスや、学習・進路サポート、保護者サポート、無料メールマガジンなど、他にも数多くのサービスが行われている。また、2015年3月25日からは会員専用の追加料金不要ipadアプリ「デジサプリ」の提供が始まり、2015年7月25日からは会員専用で、電子書籍や動画を提供する「電子図書館まなびライブラリー」の提供が始まった。

## 各講座ごとの概要

### 中一講座
中学一年生を対象とした講座。メインテキストの英語と数学がコース制となっており、「スタンダード」と「ハイレベル」に分けられる。
提出課題は8・12・3月以外に「赤ペン先生の問題」（提出すると補強学習の問題が一緒に返ってくる）。ほかに8・12・3月には、「実力診断マークテスト」（提出すると結果やアドバイス、ドリルなどが返ってくる）という提出課題がある。

### 中二講座
中学二年生を対象とした講座。メインテキストの英語と数学がコース制となっており、「スタンダード」と「ハイレベル」に分けられる。
提出課題は8・12・3月以外に「赤ペン先生の問題」（提出すると補強学習の問題が一緒に返ってくる）。ほかに8・12・3月には、「実力診断マークテスト」（提出すると結果やアドバイス、ドリルなどが返ってくる）や1月には「合格可能性判定模試」（提出すると結果や指導書が返ってくる）という提出課題がある。

### 中三受験講座
中学三年生（高校入試受験生）を対象とした講座。メインテキストは、受験勉強に励むことができるように、1年間の授業内容を12月までに終えるようになっている。
7月までは受験チャレンジの英語と数学がコース制となっており、これまでの「スタンダード」に相当する「受験総合コース」、「ハイレベル」に相当する「難関挑戦コース」に分けられる。また、2012年度より公立高校において独自入試を行う高校に対応する「最難関挑戦コース」が新規に設けられた。これについては専用の難問頻出テーマ攻略のテキスト(受験チャレンジの半量程度の冊子)が9月号より添付されている。これで、中学一年生・中学二年生の基礎を完成できるようになっている。9月からは5教科がレベル別に、さらに47都道府県別のコース制となっている。これで実践力を習得する。
提出課題は9・10月に「赤ペン先生の問題」（提出すると補強学習の問題が一緒に返ってくる）、5・6・7・12月に「実力診断マークテスト」や「ニガテ診断テスト」（提出すると結果やアドバイス、ドリルなどが返ってくる）、4・8・11月（8月・11月は47都道府県別（2011年度〜））に「合格可能性判定模試」（8月と11月は英語の聞き取り問題がある）（提出すると結果や指導書が返ってくる）がある。1・2月には47都道府県別のリハーサルテストがある（2月は自己採点）。また前述の最難関挑戦コースではこれとは別に難問に対応したリハーサルテストが同封されている。

## オプション講座・教材
- Challenge English オンラインスピーキング [3]
- 合格力UP！ワーク＆添削 [4]
- 合格への過去問セレクト5 [5]
- EVERES[6]

## 過去の教材・サービス
Challenge Tablet（チャレンジ タブレット）
2013年度から2014年度まで、従来のテキストと専用タブレット端末（Challenge Tablet）を組み合わせた講座を展開していた。中学講座のオンラインサービス"プラスアイ"（後述）と、ストリーミングサービスのUstreamを用いた"ライブ授業"が主な特徴。ライブ授業は定期的に配信され、コメント機能やライブと連携する回答ボタンが存在した。現在、ライブ授業は配信されていない。
進研ゼミ中学講座+i（プラスアイ）
一般の講座に加え、インターネット学習をブレンドした講座。2008年度に開始。2016年3月をもってサービス終了。
BenePa中学講座シリーズ
2015年2月17日からプリペイドカード方式のデジタルオプション教材『BenePa（ベネパ）』をコンビニチェーンであるローソン限定で販売。その後はAmazonでも購入することができたが、2016年10月31日をもってすべての販売を終了した。
イングリッシュチャレンジレギュラーコース
英語に特化したオプション教材で、英会話を中心に見る・聞く・読む・書く・話すの5ステップでメインテキスト「Challenge」のサプリメントとして活用できた（英検・英検jrでは5級〜3級程度と幅広く対応しているが小学4年生〜6年生向けはシルバーランク・ゴールドランク程度の内容が全て、中学3年生向けは準2級程度の内容が一部含まれている）。毎月送られてくる教材はテキスト（読む・書く。添削問題用答案用紙はとじ込み）・VHSテープ（見る・話す）・カセットテープ（聴く・話す）だった。

## 登場キャラクター
小学講座と同様に、中学講座でもキャラクターが登場し、こちらも実在する社員をモデルとした各学年の編集部員の先生キャラクターがメインとなっている。編集長（各学年）、各教科担当(国語・数学・英語・理科・社会、社会のみ3学年共通(現在はアシダが担当))、生活応援担当（男女2人ペア）で構成されており、小学講座の構成とほぼ共通している。先生キャラクターは数年おきに交代する。
1997年までは、アシスタントキャラクターとして小学講座同様に研一・進子の2人、タヌキのポコ（国語）・カニのカニ丸（数学）・ライオンのライ吉（理科）・ブルテリアのブッチ（社会）の動物キャラクター（いわゆるブコマッチ）に加え、眼鏡をかけたトラネコのニャンペイ（英語）の計5匹が登場していた。なお、これらのキャラクターのうち、2001年版の中学講座教材で、ニャンペイ・ライ吉が復活、コウモリのNOR（数学）とともに使われた。「チャレンジ英和・和英辞典」の挿絵でも、ニャンペイはじめブコマッチの5匹・研一・進子が使われていたものの第3版ではニャンペイ・研一・（進子に代わって）友里の3名のみに減少。ただし最新の「Challenge中学英和・和英辞典」第2版においても、挿絵の一部にニャンペイは残っている。また、イングリッシュチャレンジレギュラーコースにはギーブが登場していた。
2011年度までは、国美（国語）・数々（数学）・英人（英語）・理吉（理科）・社太郎（社会）が登場していた（チャレンジファイブ）。
2012年度から、コクー（国語）・スウ（数学）・エイム（英語）・リータ（理科）・シャラ（社会）にキャラクターが一新された。名前は教科名から付けられている。なお、中学1、2年のハイレベルコースにはアシスタントは登場しない。
以下は、2023年度時点のキャラクター。
- 中一,中二,中三社会担当　アシダ（芦田啓太）

- 中一英語担当　ナオ（若尾ナオ）
- 中二英語担当　タカケン（高木研）
- 中三英語担当　藍さん（青地藍）

- 中一数学担当　文恵（矢澤文恵）
- 中二数学担当　ゆうぽん（小寺有花）
- 中三数学担当　オクムラ（奥村明子）

- 中一国語担当　ミヤカワ
- 中二国語担当　ザキさん（吉崎孝一）
- 中三国語担当　森さん（森亜樹）

- 中一理科担当　タカサキ
- 中二理科担当　アカねぇ（赤井由紀子）
- 中三理科担当　フックン（福本一樹）

- 中一編集長　北野すみれ
- 中二編集長　新井美乃莉
- 中三編集長　安永昇
- 中学学習担当　　　　　ノブさん(中田展生)
- 生活応援担当 　　　　ゆーちゃん(太田裕子)
- 学習サポート担当　たま丸
- 新米Ｖティーチャー　なるり　(YouTube活動も行う）※1
- ZSF（※2） 裏ステージ担当　スガップル

ナオップル(Naoップル)
- 国語　赤木　龍太
- 数学　青海　聡美
- 英語　友沢　桃
- 理科　緑ヶ丘　理
- 社会　レイモンド・ターナー

※1なるほど理解な授業を目指す、青海先生が開発した新米Ｖティーチャー。
※2 ZSF=ゼミソングフェスティバル。毎年8月に開催され、進研ゼミ内で作られた曲が取り上げられる。裏ステージは専用ページにキーワードを打ち込むことで入ることが出来る。

## 関連教材

### エベレス
2009年9月に開講した、オンライン塾。進学塾のような、難関校対策のライブ授業が自宅で受けられる。進研ゼミを受講していなくてもエベレスの受講は出来る。各都道府県の入試の過去問を集めたテキストを使用して授業を行う。テキストは各講座共に、テーマ公開日（その月号の予習ムービー、理解度チェックが利用できるようになる日）までに自宅に郵送で届く。
基本的な授業の流れとして、
1. 実力判定テストを受ける（2ヶ月に一度）
2. 予習ムービーを見る（S・Aクラスのみ）
3. 理解度チェックを受ける
4. ライブ授業を受ける
5. 到達度チェックを受ける
6. （必要に応じて）復習ムービーを見る

という流れで進む。講座によっては予習ムービー、理解度チェック、到達度チェックがない場合もある。

#### 本講座
中1（小6）3月 - 中3 2月まであり、週2テーマ（月・水・金曜日から1日、火・木・土曜日から1日、日曜日はなし）、1ヶ月8テーマ（中1（小6）3月 - 中2 12月は数学・英語3 - 4テーマ、国語1テーマ、中2 1月 - 中3 2月は数学・英語3テーマ、国語2テーマ）の授業が受けられる。入会金不要、途中入会・退会も可能。また、ライブ授業の日に都合が合わない場合は、他の曜日、時間帯に振り替えが出来る。2ヶ月に一度、「実力判定テスト」を受け、各教科ごとに2ヶ月間のクラスを決める。（S・）Aクラスの場合、「予習ムービー」を見た後、「理解度チェック」を受ける。ライブ授業は40分間。ライブ授業を受けた後、「到達度チェック」を受け、自分がどこまで理解出来ているのかをチェックする。

#### 夏期講習
中1はなし。中2は7月末〜8月上旬に1日2授業、7日間、計14テーマ（数学・英語7テーマ、国語2テーマ）、中3は、8月上旬〜中旬に1日2授業、13日間、計26テーマ（数学・英語10テーマ、国語6テーマ）の授業が行われる。理解度チェックを受け、S・Bの2クラスに分けられる。1学期までの総復習が出来る。

#### 冬期講習
中1はなし。中2は12月下旬に、1日2授業、4日間、計8回（数学・英語4テーマ）の授業が行われる。中3は12月下旬に、中2と同様に数学・英語4テーマずつ、計8テーマの授業が行われる。中3は加えて、1月には、毎週火・金曜日に計8テーマの数学の授業が行われる。また、12月と1月の冬期講習は別々に受講することもできる。12月は、理解度チェックを受け、S・Bの2クラスに分けられる。1月はクラス分けはない。2学期までの総復習が出来る。

#### 理社講習
中2の3月末に4日間、計8テーマの授業が行われる。理解度チェックを受け、ライブ授業を行う（クラス分けはない）。2年までの理科・社会の総復習が出来る。

#### 理社コース
中3の12月から2月に、毎週土曜日または日曜日に12週間、計24テーマ（理科・社会12テーマずつ）の授業が行われる。理解度チェックを受け、S・Bの2クラスに分けられる。3年までの理科・社会の総復習が出来る。

#### 特進コース
中3の8月から2月に、毎週土曜日に数学21テーマ・英語7テーマ、計28テーマ授業が行われる。授業は、本講座と違い、90分。東京・大阪の難関校に特化した対策が出来る。

#### 神奈川県特色検査対策コース
中3の8月から2月に、毎月1テーマ、計7テーマの授業が行われる。授業は、特進コースと同様、90分。神奈川県の特色検査に特化した対策が出来る。

#### 作文・小論文記述力対策講座
中3の9月から12月に、毎月1テーマ、計4テーマの授業が行われる。授業は本講座と同様、40分。入試で出る作文・小論文に特化した対策が出来る。赤ペン先生に自分が書いた文を添削してもらえる。

#### リスニング・英作文講習
中3の10月から2月に、毎月2テーマ、計10テーマの授業が行われる。授業は本講座と違い、60分。入試で出るリスニングや英作文に特化した対策が出来る。2月は、各県の入試に合わせた2クラス制。

#### 高校準備講座
中3の3月末に4日間、計8テーマ（英語3テーマ、数学3テーマ、国語2テーマ）の授業が行われる。授業は本講座と同様、40分。中学で学習した内容を土台にして、高校で学習する内容の先取りができる。エベレス中学講座における最終講義。クラスは自分で選択するS・Bの2クラス制。

#### その他
本講座を受講すると、無料のイベントに参加できる。これらは基本的に日曜日に開催される。

##### 合格戦略ライブ
中3の4月・9月に行われる。受験までの勉強法などの戦略をエベレス塾長が教える。

##### 補講ライブ
中3の5月中旬に英語、5月下旬に数学が行われる。それまでの授業の復習が出来る。

##### エベレス選手権

###### 中3
11月上旬に行われる。2020年度は、東チームと西チームに分かれて、問題数の正解数を競い合う。問題は理科・社会から出題される。

##### エベレス卒業式
中3の3月中旬に行われる。